# Női hármasugrás a 2011. évi nyári európai ifjúsági olimpiai fesztiválon
A 2011. évi nyári európai ifjúsági olimpiai fesztiválon az atlétikai versenyszámokat Trabzonban rendezték. A női hármasugrás selejtezőjét július 25.-én, a döntőjét pedig július 26.-án rendezték.

## Selejtező
| H  | Cs | Név                     | Nemzet           | 1            | 2            | 3            | E      | Mj   |
| -- | -- | ----------------------- | ---------------- | ------------ | ------------ | ------------ | ------ | ---- |
| 1  | A  | Sokhna Galle            | Franciaország    | 12.85 (+3.8) | -            | -            | 12.85w | Q    |
| 2  | B  | Ottavia Cestonaro       | Olaszország      | 12.72 (+3.4) | -            | -            | 12.72w | Q    |
| 3  | B  | Ana Peleteiro           | Spanyolország    | 12.45 (+3.4) | X            | 12.60 (+1.1) | 12.60  | Q    |
| 4  | B  | Esra Emiroglu           | Törökország      | 12.54 (0.0)  | -            | -            | 12.54  | Q    |
| 5  | B  | Anna Krasutska          | Ukrajna          | 12.53 (+2.1) | -            | -            | 12.53w | Q    |
| 6  | A  | Andreea Simona Lefcenco | Románia          | X            | 11.89 (+2.4) | 12.52 (+2.4) | 12.52w | Q    |
| 7  | A  | Victoria Leonova        | Oroszország      | 12.52 (+3.0) | -            | -            | 12.52w | Q    |
| 8  | A  | Paola Borovic           | Horvátország     | 12.33 (+3.2) | 12.31 (+1.0) | 12.48 (+2.8) | 12.48w | q    |
| 9  | B  | Satenik Hovhannisyan    | Örményország     | 12.06 (+0.5) | 12.09 (+2.1) | 12.36 (+1.3) | 12.36  | q PB |
| 10 | B  | Laetitia Kim Bruun      | Dánia            | X            | 12.22 (+3.9) | 12.28 (+2.3) | 12.28w | q    |
| 11 | B  | Eliska Chvilova         | Szlovákia        | 12.17 (+3.4) | 12.27 (+3.5) | 11.98 (+1.4) | 12.27w | q    |
| 12 | A  | Nastassia Liavonava     | Fehéroroszország | 12.09 (-0.3) | 12.23 (+2.7) | 12.11 (+1.5) | 12.23w | q    |
| 13 | B  | Elza Anna Norina        | Lettország       | 11.87 (+3.1) | 12.09 (+3.9) | 12.02 (+2.3) | 12.09w |      |
| 14 | A  | Gabriele Slapokaite     | Litvánia         | 12.06 (+4.7) | 11.86 (0.0)  | 11.75 (+1.5) | 12.06w |      |
| 15 | A  | Elizabet Biser. Petkova | Bulgária         | X            | 11.74 (+0.4) | 12.04 (+3.3) | 12.04w |      |
| 16 | A  | Olga Morari             | Moldova          | X            | 11.85 (+1.5) | 11.82 (+3.4) | 11.85  | SB   |
| 17 | A  | Janeli Toomel           | Észtország       | 11.56 (+1.7) | X            | X            | 11.56  |      |
| 18 | B  | Yekaterina Sariyeva     | Azerbajdzsán     | 11.30 (+3.8) | 11.26 (+3.3) | 11.53 (+1.8) | 11.53  |      |
| 19 | B  | Dorothea Johannesdottir | Izland           | X            | 11.38 (+2.0) | 11.18 (+0.8) | 11.38  |      |

## Döntő
| H     | Név                     | Nemzet           | 1            | 2            | 3            | 4            | 5            | 6            | E      | Mj |
| ----- | ----------------------- | ---------------- | ------------ | ------------ | ------------ | ------------ | ------------ | ------------ | ------ | -- |
| Arany | Ana Peleteiro           | Spanyolország    | X            | X            | 12.80 (+1.8) | 12.99 (+3.1) | 13.17 (+1.4) | 13.06 (+2.2) | 13.17  | PB |
| Ezüst | Sokhna Galle            | Franciaország    | 12.70 (+1.2) | 12.62 (+2.3) | 11.75 (+1.1) | 12.96 (+1.9) | 12.94 (+0.3) | 13.11 (+1.6) | 13.11  |    |
| Bronz | Anna Krasutska          | Ukrajna          | 12.78 (+1.5) | X            | 12.34 (+2.1) | 13.00 (+1.6) | 13.00 (+3.2) | 12.63 (+0.9) | 13.00  |    |
| 4     | Ottavia Cestonaro       | Olaszország      | 12.27 (+1.7) | 12.71 (+1.6) | 12.31 (+1.7) | 12.44 (+1.4) | X            | 12.82 (+1.6) | 12.82  |    |
| 5     | Esra Emiroglu           | Törökország      | 12.65 (+2.6) | 12.49 (+1.5) | 12.60 (+1.4) | 12.73 (+1.4) | X            | 12.23 (+0.1) | 12.73  |    |
| 6     | Nastassia Liavonava     | Fehéroroszország | 12.12 (+2.1) | X            | 12.61 (+1.2) | 12.23 (+1.4) | 12.58 (+1.8) | X            | 12.61  |    |
| 7     | Victoria Leonova        | Oroszország      | 12.48 (+2.1) | 12.17 (+0.5) | 12.17 (+1.3) | 12.35 (+2.5) | 12.20 (+2.5) | 12.36 (+1.0) | 12.48w |    |
| 8     | Satenik Hovhannisyan    | Örményország     | 12.33 (+2.4) | X            | X            | 11.20 (+2.1) | 11.76 (+1.6) | 12.17 (+2.4) | 12.33w |    |
| 9     | Paola Borovic           | Horvátország     | 12.24 (+2.3) | X            | 12.14 (+0.9) |              |              |              | 12.24w |    |
| 10    | Laetitia Kim Bruun      | Dánia            | X            | 11.87 (+1.7) | 12.06 (+1.5) |              |              |              | 12.06  |    |
| 11    | Andreea Simona Lefcenco | Románia          | 11.75 (+2.6) | X            | X            |              |              |              | 11.75w |    |
| 12    | Eliska Chvilova         | Szlovákia        | 11.57 (+3.1) | 11.56 (+0.9) | 11.57 (+1.9) |              |              |              | 11.57  |    |